# Porsche Tennis Grand Prix 1992
Il Porsche Tennis Grand Prix 1992 è stato un torneo femminile di tennis giocato sul cemento indoor. È stata la 15ª edizione del Porsche Tennis Grand Prix, che fa parte della categoria Tier II nell'ambito del WTA Tour 1992.
Si è giocato nel Filderstadt Tennis Club di Filderstadt in Germania, dal 12 al 18 ottobre 1992.

## Campionesse

### Singolare
Martina Navrátilová ha battuto in finale  Gabriela Sabatini con il punteggio di 7–6, 6–3

### Doppio
Arantxa Sánchez Vicario  /  Helena Suková hanno battuto in finale  Pam Shriver /  Nataša Zvereva  6–4, 7–5